# ریپان (ویرجینیای غربی)
ریپان (به انگلیسی: Rippon) یک منطقهٔ مسکونی در ایالات متحده آمریکا است که در شهرستان جفرسون، ویرجینیای غربی واقع شده‌است. ریپان ۲۲۳ نفر جمعیت دارد.